# TNMK
TNMK è un gruppo musicale ucraino formatosi a Charkiv nel 1989. La band era costituita da sette elementi principali: Fagot, Fozzi, Kotya, Yarik, Oleksandr Shymansʹkyy, Vitold ed TonIk. La formazione del gruppo è stata cambiata diverse volte nel corso della sua lunga storia, mantenendosi però stabile negli ultimi dieci anni.

## Discografia
- 1998 – Zroby meni chip-chop (Nova Records)
- 2001 – Njeformat (Volya Muzyka)
- 2003 – ReFormatcija (Artur Music)
- 2004 – Jazzy. Live in 44 (Moon Records Ukraine)
- 2004 – Požeži mista Vavilon (Astra Records)
- 2005 – Syla (Moon Records)
- 2007 – ReFormatcija Vol.2 (Vesna Music)
- 2009 – ReFormatcija-2.2
- 2010 – S.P.A.M. (Moon Records Ukraine)
- 2014 – Dzerkalo (Lavina Music)